# Коютла (муниципалитет)
Коютла (исп. Coyutla) — муниципалитет в Мексике, штат Веракрус, расположен в регионе Тотонака. Административный центр — город Коютла.

## Состав
Муниципалитет состоит из 40 населённых пунктов.